# Віленський Станіслав Олександрович
Станісла́в Олекса́ндрович Віле́нський (нар. 5 квітня 1969, Дніпропетровськ, УРСР) — український бізнесмен та інвестор, мільйонер, заступник голови ради корпорації Alef. Пріоритет діяльності бізнесмена - залучення до України найсучасніших світових технологій і підвищення затребуваності українських продуктів на світовому ринку.

## З біографії
Станіслав Віленський народився 5 квітня 1969 року в м. Дніпропетровськ (нині — Дніпро).
У 1986 році закінчив навчання в середній школі № 69 у м. Дніпро. 
У 1993 році завершив навчання у Дніпропетровському державному університеті (нині — Дніпровський національний університет ім. О. Гончара) за спеціальністю «Фізик-теоретик».
Два роки відслужив у Радянській армії. 
Після повернення з армії до Alma mater вступив до аспірантури. До 1994 року викладав Вищу математику та фізику у Дніпропетровському державному університеті.

## Бізнес
У 1994 році Станіслав Віленський спільно з Вадимом Єрмолаєвим заснували компанію "Primus inter pares", яка займалась імпортом в Україну продуктів харчування.  
У 1998 році на основі "Primus inter pares" була створена корпорація "Алеф", де Станіслав Віленський обійняв посаду заступника ради Корпорації. Група активно працює у сфері девелопменту, агробізнесу, виробництва будматеріалів та споживчих товарів. 
Станом на вересень 2019 року підприємства, що входять до складу корпорації, експортують продукцію в понад 20 країн світу.
У 2012 році група увійшла в десятку найбільших девелоперів торгової нерухомості в Україні за версією журналу Forbes.
Станіслав Віленський є одним із засновників заводу з виробництва миючих засобів «Ольвія-Бета». У квітні 2004 року майновий комплекс ЗАТ «Ольвія Бета Клінінг Продактс Ко» придбала американська The Procter & Gamble Company.
Станіслав Віленський є акціонером та інвестором багатьох великих українських підприємств:
- UDK — найбільший виробник газобетону в Східній частині України[8];
- Axor Industry — міжнародна компанія з власними виробництвом віконно-дверної фурнітури повного циклу[3];
- МІРОПЛАСТ — виробник ПВХ-профілю, продукція представлена під відомим брендом WDS;
- засновник олійноекстракційного заводу «Потоки», відкритого в 2018 році[6]. Станом на вересень 2019 року при заводі буде збудовано найбільшу в Україні електростанцію на біопаливі[9]. На підприємстві вперше в світі винайшли технологію виробництва інноваційного соняшникового білкового концентрату для тваринництва.[10][11][12][13]

## Статки
В 2013 році журнал «Фокус» оцінив статки Станіслава Віленського в $85,2 млн і помістив на 125-те місце рейтингу «200 найбагатших людей України». Дніпровський бізнесмен зібрав унікальну колекцію рідкісних автомобілей марки "Porsche".

## Сім'я
Одружений. Виховує чотирьох дітей.